# Lily Lake
Lily Lake és una població dels Estats Units a l'estat d'Illinois. Segons el cens del 2000 tenia 825 habitants.

## Demografia
Segons el cens del 2000, Lily Lake tenia 825 habitants, 252 habitatges, i 215 famílies. La densitat de població era de 141,6 habitants/km².
Dels 252 habitatges en un 55,6% hi vivien nens de menys de 18 anys, en un 78,2% hi vivien parelles casades, en un 5,2% dones solteres, i en un 14,3% no eren unitats familiars. En el 9,5% dels habitatges hi vivien persones soles el 3,2% de les quals corresponia a persones de 65 anys o més que vivien soles. El nombre mitjà de persones vivint en cada habitatge era de 3,27 i el nombre mitjà de persones que vivien en cada família era de 3,55.
Per edats la població es repartia de la següent manera: un 34,1% tenia menys de 18 anys, un 5,7% entre 18 i 24, un 32,5% entre 25 i 44, un 22,5% de 45 a 60 i un 5,2% 65 anys o més.
L'edat mediana era de 35 anys. Per cada 100 dones de 18 o més anys hi havia 108,4 homes.
La renda mediana per habitatge era de 77.139 $ i la renda mediana per família de 78.823 $. Els homes tenien una renda mediana de 56.736 $ mentre que les dones 36.932 $. La renda per capita de la població era de 29.611 $. Cap de les famílies i el 0,6% de la població estaven per davall del llindar de pobresa.

## Poblacions més properes
El següent diagrama mostra les poblacions més properes.